# Podocarpus spathoides
Podocarpus spathoides é uma espécie de conífera da família Podocarpaceae.
Pode ser encontrada nos seguintes países: Indonésia, Malásia, Papua-Nova Guiné e Ilhas Salomão.